# Alto Uruguai
Alto Uruguai é a denominação para uma região fisiográfica do Rio Grande do Sul. Está localizada entre o rio Uruguai e o rio Ijuí, fazendo divisa com Marcelino Ramos na parte norte do estado. É formada pelos municípios principais Santo Ângelo, Erechim, Tenente Portela, Palmeira das Missões, Sarandi, Santa Rosa, Frederico Westphalen, Getúlio Vargas, Três Passos, Giruá e Três de Maio, tendo sua capital Erechim, com 116.894 mil habitantes. Sua área é de 26.062 km². O relevo é de planície de solo basáltico, recortada profundamente por afluentes do rio Uruguai; é relevo suave no sentido do rio Uruguai e mais acidentado no sentido oposto ao curso das águas. A região está situada em altitude de 500 a 700 m, existindo profundos vales de encostas íngremes entre 100 e 300 m. A floresta latifoliada estende-se paralelamente ao rio Uruguai numa faixa de 100 km. No planalto, em altitude superior a 300 a 400 m, essa floresta faz divisa com os campos. Os pinhais iniciam na altura de Tenente Portela a leste, acompanhando a floresta latifoliada, entrelaçando-se com campos.
Também é denominada de Alto Uruguai Gaúcho para diferenciar da contraparte Catarinense.